# Tuvalu A-Division 2012
De Tuvalu A-Division of het The National Provident Fund Championship League (TNPF) is de hoogste voetbalcompetitie op Tuvalu, die door de Tuvalu National Football Association (TNFA) wordt georganiseerd.
Het ging van start op 4 februari 2012 en eindigde op 17 maart 2012. Het seizoen werd gewonnen door Nauti A uit Funafuti. Alle wedstrijden werden bij het Tuvalu Sports Ground gehouden.

## Deelnemende clubs
| Club            | Eiland     |
| --------------- | ---------- |
| Lakena United A | Nanumea    |
| Manu Laeva A    | Nukulaelae |
| Nanumaga A      | Nanumanga  |
| Nauti A         | Funafuti   |
| Niutao A        | Niutao     |
| Nui A           | Nui        |
| Tamanuku A      | Nukufetau  |
| Tofaga A        | Vaitupu    |

## Eindstand
|     | Club            | AW | W  | G  | V  | DP    | +/− | Punten |
| --- | --------------- | -- | -- | -- | -- | ----- | --- | ------ |
| 01. | Nauti A         | 7  | 05 | 01 | 01 | 16:7  | +9  | 16     |
| 02. | Tamanuku A      | 7  | 05 | 0  | 02 | 13:7  | +6  | 15     |
| 03. | Manu Laeva A    | 7  | 04 | 02 | 01 | 15:6  | +9  | 14     |
| 04. | Tofaga A        | 7  | 04 | 01 | 02 | 20:6  | +14 | 13     |
| 05. | Nanumaga A      | 7  | 03 | 0  | 04 | 12:9  | +3  | 9      |
| 06. | Niutao A        | 7  | 03 | 0  | 04 | 14:20 | −6  | 9      |
| 07. | Lakena United A | 7  | 02 | 0  | 05 | 8:24  | −16 | 6      |
| 08. | Nui A           | 7  | 0  | 0  | 07 | 2:22  | −20 | 0      |

### Ronde 1
Deze wedstrijden werden op 4 februari 2012 gespeeld.
| Thuisclub    | Uitslag | Uitclub         |
| ------------ | ------- | --------------- |
| Nauti A      | 2-3     | Lakena United A |
| Manu Laeva A | 1-2     | Niutao A        |
| Tamanuku A   | 1-0     | Nanumaga A      |
| Tofaga A     | 4-1     | Nui A           |

### Ronde 2
Deze wedstrijden werden van 10-11 februari 2012 gespeeld.
| Thuisclub    | Uitslag | Uitclub         |
| ------------ | ------- | --------------- |
| Manu Laeva A | 5-0     | Lakena United A |
| Nauti A      | 2-0     | Niutao A        |
| Tofaga A     | 2-0     | Nanumaga A      |
| Tamanuku A   | 3-0     | Nui A           |

### Ronde 3
Deze wedstrijden werden van 16-18 februari 2012 gespeeld.
| Thuisclub       | Uitslag | Uitclub    |
| --------------- | ------- | ---------- |
| Tofaga A        | 0-2     | Nauti A    |
| Nui A           | 1-3     | Niutao A   |
| Lakena United A | 0-2     | Nanumaga A |
| Manu Laeva A    | 2-1     | Tamanuku A |

### Ronde 4
Deze wedstrijden werden op 25 februari 2012 gespeeld.
| Thuisclub       | Uitslag | Uitclub      |
| --------------- | ------- | ------------ |
| Nanumaga A      | 1-2     | Manu Laeva A |
| Tofaga A        | 0-1     | Tamanuku A   |
| Nui A           | 0-3     | Nauti A      |
| Lakena United A | 2-6     | Niutao A     |

### Ronde 5
Deze wedstrijden werden op 3 maart 2012 gespeeld.
| Thuisclub  | Uitslag | Uitclub         |
| ---------- | ------- | --------------- |
| Tofaga A   | 6-0     | Lakena United A |
| Tamanuku A | 1-3     | Nauti A         |
| Nui A      | 0-3     | Manu Laeva A    |
| Niutao A   | 1-4     | Nanumaga A      |

### Ronde 6
Deze wedstrijden werden op 10 maart 2012 gespeeld.
| Thuisclub       | Uitslag | Uitclub    |
| --------------- | ------- | ---------- |
| Nauti A         | 3-2     | Nanumaga A |
| Manu Laeva A    | 1-1     | Tofaga A   |
| Tamanuku A      | 3-1     | Niutao A   |
| Lakena United A | 3-0     | Nui A      |

### Ronde 7
Deze wedstrijden werden op 4 februari 2012 gespeeld.
| Thuisclub    | Uitslag | Uitclub         |
| ------------ | ------- | --------------- |
| Manu Laeva A | 1-1     | Nauti A         |
| Tofaga A     | 7-1     | Niutao A        |
| Tamanuku A   | 3-1     | Lakena United A |
| Nui A        | 0-3     | Nanumaga A      |

## Topscorers
| # | Speler          | Club       | DP |
| - | --------------- | ---------- | -- |
| 1 | Felo Feoto      | Tamanuku A | 5  |
| 2 | Malakai Alesana | Tofaga A   | 5  |

### Jaarlijkse toekenning

#### De beste speler van de competitie
De beste speler van de competitie was Okilani Tinilau van FC Manu Laeva.